# Cantonul Niederbronn-les-Bains
Cantonul Niederbronn-les-Bains este un canton din arondismentul Haguenau, departamentul Bas-Rhin, regiunea Alsacia, Franța.

## Comune
- Bitschhoffen
- Dambach
- Engwiller
- Gumbrechtshoffen
- Gundershoffen
- Kindwiller
- Mertzwiller
- Mietesheim
- Niederbronn-les-Bains (reședință)
- Oberbronn
- Offwiller
- Reichshoffen
- Rothbach
- Uberach
- Uhrwiller
- Uttenhoffen
- La Walck
- Windstein
- Zinswiller